# 马来假吸血蝠
马来假吸血蝠（学名：Megaderma spasma），一种分布于南亚、东南亚及中国云南省等地区的蝙蝠，隶属于假吸血蝠科假吸血蝠属。

## 形态特征
马来假吸血蝠前臂长54～62毫米，颅全长24.6～26.7毫米。耳大呈椭圆形。后鼻叶椭圆形，中间具有一条明显的纵形隆脊；间鼻叶三角形；前鼻叶马蹄形。体毛密而长，背部深灰色，腹部浅灰略显泛白。